# 謝鵬舉
謝鵬舉（1509年—1601年），字仲南，號松屏，湖廣武昌府蒲圻縣人，廚籍，明朝政治人物。

## 生平
嘉靖三十一年（1552年）壬子科湖廣鄉試第十七名舉人。嘉靖三十二年（1553年）中式癸丑科二甲第三十五名進士。吏部观政，授户部主事，升员外、郎中，出知臨江府，升浙江按察司副使。
隆慶元年（1567年）八月升广东右参政，次年告归。五年三月起复补山东布政使司督粮左参政，再升浙江按察使，六年四月升本省右布政使。萬曆元年（1573年）正月升本省左布政使，二年正月以廉能入觐，面加奖励，仍各赏银两表里钞锭、赐酒馔，升都察院右副都御史、巡抚浙江。四年四月升户部右侍郎，五年九月升左侍郎，七年十二月升为南京都察院右都御史，八年四月被劾致仕。万历三十六年七月卒，年九十三，賜祭葬。

## 家族
曾祖謝思恭；祖父謝明；父謝寬。嫡母王氏；生母張氏。兄鹏程、鹏升。